# Georges Lampin
Georges Lampin, né le 14 octobre 1901 à Saint-Pétersbourg (Russie) et mort le 6 mai 1979 à Pau (Pyrénées-Atlantiques), est un scénariste, directeur de production et réalisateur français.

## Biographie
Né et élevé à Saint-Pétersbourg en Russie, Georges Lampin émigre en France à l'âge de vingt ans.
Il travaille d'abord comme assistant de René Clair et d'Abel Gance (il joue le rôle de Joseph Bonaparte dans le film Napoléon de 1927).
Dans les années 1930, il se fait un nom en tant que producteur de films de Pierre Billon, Marcel L'Herbier, Maurice Gleize et Jeff Musso. L'une de ses productions les plus connues de l'époque est le film d'aventure Angélica avec Viviane Romance, réalisé par Jean Choux.
En 1946, il fait ses débuts de réalisateur avec l'adaptation littéraire de L'Idiot d'après le roman de l'écrivain russe Dostoïevski. Les rôles principaux sont tenus par Edwige Feuillère, Lucien Coëdel et Gérard Philipe.
Georges Lampin réalise dans les décennies suivantes plus de dix films, y compris des drames tels que le Retour à la vie avec Serge Reggiani, ou La Maison dans la dune avec Ginette Leclerc. Il s'essaie aussi au film de cape et d'épée comme La Tour, prends garde ! avec Jean Marais.

## Filmographie

### Réalisateur
- 1946 : L'Idiot
- 1948 : Éternel Conflit
- 1949 : Le Paradis des pilotes perdus
- 1949 : Retour à la vie, un sketch
- 1950 : Les Anciens de Saint-Loup avec Serge Reggiani, Bernard Blier
- 1951 : Passion
- 1952 : La Maison dans la dune
- 1953 : Suivez cet homme avec Bernard Blier
- 1956 : Rencontre à Paris avec Robert Lamoureux
- 1956 : Crime et Châtiment avec Robert Hossein, Jean Gabin, Bernard Blier, Marina Vlady
- 1957 : La Tour, prends garde ! avec Jean Marais
- 1963 : Mathias Sandorf avec Louis Jourdan, Bernard Blier

### Assistant réalisateur
- 1927 : Napoléon d'Abel Gance (non crédité)
- 1927 : Paname... n'est pas Paris (Die Apachen von Paris) de Nikolai Malikoff
- 1929 : Les Deux Timides de René Clair
- 1930 : Le Parfum de la dame en noir de Marcel L'Herbier
- 1931 : Le Bal de Wilhelm Thiele
- 1948 : Arc de Triomphe (Arch of Triumph) de Lewis Milestone
- 1966 : Opération Opium (The Poppy Is Also a Flower) de Terence Young

### Acteur
- 1926 : Carmen de Jacques Feyder : un contrebandier
- 1927 : Casanova d'Alexandre Volkoff
- 1927 : Napoléon d'Abel Gance : Joseph Bonaparte